# بالامحله ناصرکیاده
بالامحله ناصرکیاده، روستایی از توابع بخش رودبنه شهرستان لاهیجان در استان گیلان ایران است.
این روستا مرکز دهستان شیرجوپشت است.تنها جاده رسمی شهرستان لاهیجان به ساحل دریای این شهر از این روستا عبور میکند.این روستا از سمت روستای دهبنه به دریای خزر نزدیک است.

## امکانات
از امکانات روستا میتوان به پاسگاه پلیس روستایی، مرکز جهاد کشاورزی، حوزه بسیج برادران و خواهران، شورای حل اختلاف، مرکز نیکوکاری امام علی، مرکز هلال احمر منطقه رودبنه، اداره برق، مرکز جمع آوری زباله، درمانگاه و پست بانک اشاره کرد.دبیرستان پسرانه شهید اندرزگو،دبیرستان دخترانه عمار یاسر و دبستان سلمان فارسی در این روستا قرار دارند.

## جمعیت
این روستا در دهستان شیرجوپشت قرار دارد و براساس سرشماری مرکز آمار ایران در سال ۱۳۸۵، جمعیت آن ۱٬۰۱۹ نفر (۳۱۴خانوار) بوده‌است.